# 1984 (album Republiki)
1984 – drugi LP grupy Republika zawierający angielskie wersje utworów z płyty Nowe sytuacje w tłumaczeniu Anny Baranówny. Został wydany w 1984 roku nakładem wytwórni Mega Organization, założonej przez Grzegorza Kuczyńskiego i Brytyjczyka Dave Leapera. Płytę nagrano w Wawrzyszew Studio, Polskie Nagrania. Płyta doczekała się również reedycji w 2002 roku przez Pomaton EMI.

## Lista utworów
Źródło:.
| Strona A | Strona A                                          | Strona A |
| Nr       | Tytuł utworu                                      | Długość  |
| -------- | ------------------------------------------------- | -------- |
| 1.       | „New Situations (muz. i sł. Grzegorz Ciechowski)” | 4:34     |
| 2.       | „Nervous System (muz. i sł. Grzegorz Ciechowski)” | 3:47     |
| 3.       | „The Current (muz. i sł. Grzegorz Ciechowski)”    | 4:28     |
| 4.       | „Siberia (muz. i sł. Grzegorz Ciechowski)”        | 4:19     |
| 5.       | „Bikini Death (muz. i sł. Grzegorz Ciechowski)”   | 4:30     |
|          |                                                   | 21:38    |

| Strona B | Strona B                                                                                      | Strona B |
| Nr       | Tytuł utworu                                                                                  | Długość  |
| -------- | --------------------------------------------------------------------------------------------- | -------- |
| 1.       | „The Plan (muz. i sł. Grzegorz Ciechowski)”                                                   | 3:48     |
| 2.       | „My Imperialism (muz. i sł. Grzegorz Ciechowski)”                                             | 3:48     |
| 3.       | „Hallucinations (muz. i sł. Grzegorz Ciechowski)”                                             | 3:25     |
| 4.       | „”=„ Equals (muz. i sł. Grzegorz Ciechowski)”                                                 | 2:54     |
| 5.       | „Todays Sleepwalkers (muz. Grzegorz Ciechowski, Zbigniew Krzywański sł. Grzegorz Ciechowski)” | 4:24     |
|          |                                                                                               | 18:19    |

## Twórcy
Źródło:.
- Grzegorz Ciechowski – śpiew, fortepian, syntezator, flet, teksty, muzyka
- Sławomir Ciesielski – perkusja, śpiew
- Zbigniew Krzywański – gitara elektryczna, śpiew
- Paweł Kuczyński – gitara basowa
- Anna Baranówna – przekład tekstów, śpiew (4,7)
- Małgorzata Ludew-Kittel – głos (5)
- Sławomir Wesołowski – nagranie partii wokalnych
- Tim Brack – okładka
- Andrzej Ludew – okładka

## Wydania
- 1984 przez The Mega Organisation Ltd (Wielka Brytania)
- 1991 przez MMPP (CD + Nieustanne tango)[4]
- 1998 przez Sound-Pol (CD + Nieustanne tango)[4]
- 1999 przez Sound-Pol (CD)[4]
- 2001 przez Pomaton EMI[4]